# Mohammad Za'abia
Mohammad Noureddine Abdusalam Zubya - em árabe: محمد نور الدين عبد السلام زعبية (Trípoli, 20 de março de 1989), conhecido por Mohammad Za'abia, é um futebolista líbio.
Atua como atacante, e hoje defende as cores do Al Ittihad Trípoli, principal clube de seu país. Joga também pela Seleção nacional.